# Thomas Job
Thomas Job teljes nevén Thomas Hervé Job-Iyock (Douala, 1984. augusztus 20. –) kameruni labdarúgó, jelenleg a Bologna FC játékosa, aki egy évre kölcsönbe a Budapest Honvéd FC-hez került. Jobb oldali középpályás poszton játszik.

## Sportpályafutása
Fiatalon került Olaszországba, ahol a Sampdoria csapatában kezdte meg profi labdarúgó pályafutását. A Serie A-ban 2002-ben debütált a Siena ellen. Kölcsönben játszott a Serie B-ben vitézkedő Cremonese és Pescara csapataiban. Mivel Sampdoriában nem kapott elég játéklehetőséget, ezért 2006-ban máshova igazolt. Az újonc Ascolihoz szerződött, ám az idény végén távozott az olasz élvonalból. Innentől kezdve a Serie B-ben játszott. Játékosa volt a Grossetónak, Cittadellának és a Pisának.
Nagy törést jelentett pályafutásában, hogy az Olasz Labdarúgó Szövetség 2012. júliusában eltiltotta 3 év 6 hónapra bundázás gyanúja miatt. Emiatt nyolc hónapot kihagyott, de perre vitte a dolgot és sikerült tisztáznia magát a súlyos vádak alól. 2013-ban leigazolta a Serie A-ban szereplő Bologna, majd játékjogát kölcsönbe adta a Budapest Honvéd csapatának.

### A Honvédban
A Honvédhoz egy évre a 2013-14-es szezonra érkezett. Itt először a Diósgyőri VTK ellen 2-0-ra elvesztett mérkőzésen, mint csere kapott játéklehetőséget.